# CA Osasuna
A Club Atlético Osasuna spanyolországi, baszkföldi labdarúgócsapat, jelenleg a La Ligában szerepel. Székhelye Pamplonában van.

## Történelem

### Az alapítás
Az Osasunát 1920-ban alapították, de a csapat létrehozásának pontos dátuma ismeretlen. Az ebből az időből származó jelentések szerint egy novemberi szerdán alakult meg az egyesület. Két különböző klub a Sportiva és a New Club egyesüléséből alakult ki az Osasuna.
A csapat nevét José Benjamín Andoain Martínez adta. Az 'Osasuna' szó baszk nyelven egészséget jelent. A CA Osasuna az egyetlen spanyol első osztályú csapat, melyet baszk nyelven neveztek el.

### A kezdetek
A korabeli feljegyzések szerint a csapat 1920. október 24-én lépett pályára először egy katonai csapat ellen. A történetének első mérkőzésén 1–1-es döntetlent ért el az egyesület. 1921. április 10-én egy regionális döntőjében ugyan kikaptak 2-1 arányban, de ezzel is a második helyen végeztek.
1922. május 21-éig az Osasuna két különböző pályán (Ensanche és Hipódromo) játszotta a hazai mérkőzéseit (többségében barátságosakat). A fokozódó érdeklődésnek köszönhetően megnyitotta Pamplonában a kapuit a San Juan stadion. A megnyitó mérkőzést az Arenas de Getxo ellen játszották. Az ellenfél ebben az időben Spanyolország top klubjai közé tartozott.
A következő öt évben az Osasuna egész Spanyolországot bejárta és több különböző bajnokságban szerepelt. Ebben az időszakban szerződtette az első külföldi alkalmazottját a klub, Walter Gerbart német edzőt. 1924. április 24-én az erős Boca Juniors ellen Pamplonában szenvedett 1-0-s vereséget az Osasuna, egy barátságos mérkőzésen.
1926-1927-es szezon alatt Seve Goiburu lett az első Osasuna játékos, akit meghívtak a spanyol válogatottba. 12 válogatott mérkőzésen 6 gólt szerzett a nemzeti 11 tagjaként.
1928-ban Jaime Lazcano a Real Madridba igazolt. A helyi játékos 25 gólt szerzett a szezonban, és ezzel figyelt rá fel a madridi óriásklub. Szintén még 1928-ban megalakult a spanyol labdarúgó-bajnokság három osztállyal, a Primera, a Segunda és a Tercera divíziókkal. Az Osasuna a legutóbbiban szerepelt az első évében és rögtön a harmadik helyen végeztek.
Az 1931-32-es szezon során az Osasuna nem szenvedett vereséget hazai pályán és feljutottak a Segunda Divisiónba, ahol nagyon jól letelepedtek. 1934-ben remek teljesítmény mutatott a navarrai klub, a spanyol labdarúgókupában miután kiejtette az Atlético Madridot, a másik nagy fővárosi csapat a Real Madridot kapta ellenfeléül. Bár kikapott az Osasuna 3-0-ra, mégis beírta a mérkőzés magát a pamplonai történelemkönyvekbe, ekkor volt kint először 9000 néző a San Juan stadionban.
Az 1934-35-ös szezon utolsó mérkőzésén az Osasuna legyőzte a Murciát, ezzel története során először feljutott a spanyol labdarúgás legmagasabb osztályába. Ebben a szezonban a spanyol kupa elődöntőjébe is bejutottak, de a Sevilla ellen kiestek. Az első osztály béli szereplés nem sikerült az Osasuna számára hosszúra, az első szezon után visszaestek a másodosztályba.
A kupában már több sikerrel járt a csapat, ismét eljutott az elődöntőkig. Ezúttal az FC Barcelona volt az Osasuna ellenfele. Az első mérkőzésen, hazai környezetben 4-2-re tudott győzni a navarrai együttes, de a visszavágón 7-1-es Barcelona győzelemmel ismét útját állták az Osasunának a kupadöntő felé.

### A háború alatt
1936 és 1939 között Spanyolországban polgárháború zajlott, mely erősen befolyásolta a lakosság mindennapi életét, ahogyan labdarúgást is.
A játékosoknak harcolniuk kellett a háborúban és a bajnokságokat is leállították. Csak néhány barátságos mérkőzést rendeztek ebben az időszakban. 1938-ig egyetlen bajnokság sem indult. A Copa del Generalísimo volt az első sorozat a háború kitörése után. A rendes nemzeti bajnokság 1939–1940-es szezonban folytatódott. Az Osasuna a Segunda Divisiónban indulhatott, ahol az 1935–1936-os szezont befejezte. A következő szezonokban második és ötödik is volt a pamplonai csapat, de ezután anyagi problémák léptek fel a klub háza táján (ebben az időszakban még 2.200 szezonbérletessel rendelkezett a klub).
1944-ben az Osasuna kiesett a Tercera Divisiónba, miután 14 szezont töltött el a spanyol első és másodosztályban. A kiesés a klub életében egyik legsötétebb időszakát jelentette, ami három évig tartott. Ez idő alatt számos problémával kellett megküzdenie a klubnak a fennmaradásért. A szezonbérlettel rendelkezők száma kétszázra csökkent.
A klub feltámasztása 1947-ben indult meg. A bérletesek száma kevesebb, mint egy év alatt elérte a 3.000-et. A klub belső átalakításon esett át, új elnököt választottak és visszafizették a tartozásokat. A szerencsétlen korszak végét az 1949-es Segunda Divisiónba való feljutás jelentette.

### A nagy átalakítás
Az 1950-es évek elején nagy átalakulás történt a csapatot illetően. A cél a feljutás volt. A keretet helyi játékosokkal kívánták megtölteni, melyeket alacsonyabb osztályokból igazoltak. Olyan játékosok is kerültek a klubhoz, akik előtte még nem szerepeltek egyetlen profi ligában sem, csak regionális bajnokságokban.
1952-ben az Osasuna közel került a feljutáshoz, de ez csak 1953-ban sikerült nekik. Azonban nem sikerült jól a csapat számára a következő szezon és azonnal visszaestek a Segunda Divisiónba, ahol 1957-ig maradni kényszerültek. Ismét feljutottak és négyéves remek periódus következett a csapat életében.
1957-1958-as szezon remekül sikerült a pamplonai egyesület számára. Az anyagi problémák véglegesen eltűntek és hasznot termelt a klub. A csapat ekkor elérte az addigi történelmének legjobb helyezését, az ötödik helyen végeztek a spanyol első osztályban. Több emlékezetes mérkőzést is lejátszott a csapat az otthonául szolgáló San Juan stadionban. A Barcelona, az Español, a Real Sociedad, a Real Madrid, és a Sevilla is vereséggel távozott a navarrai városból.
1960-ban ismét kiesett az Osasuna a spanyol élvonalból, de a következő szezonban máris kiharcolta a feljutást. A feljebb lépést jelentő szezonban 21 mérkőzésen győzött a pamplonai gárda és összesen 83 gólt szerzett. A Real Madrid rögtön lecsapott két helyi sztárra (Zoco és Félix Ruiz), akikért 6.000.000 pesetát fizetett a spanyol sztárcsapat.
1963-ig maradt az Osasuna az első osztályban, aztán ismét kiestek. Ez után a következő húsz évben nem sikerült a spanyol labdarúgás legmagasabb osztályába kerülniük.

### Az új stadion
Az Osasuna 1966 áprilisában eladta a San Juan stadiont, hogy a klub ki tudja egyenlíteni a tartozásait, mert a másodosztályú szereplés során csökkentek a bevételei a klubnak. Ezzel a csapat elveszítette az egyik jelképét, de ismét elkerült a gazdasági csőd közeléből.
A csapat egy új, modern és 25 000 néző befogadására alkalmas stadiont kapott, melyet a létesítményhez közeli Sadar folyóról neveztek el. A stadionnyitó mérkőzésen (1967. szeptember 2.) a Zaragoza és a Vitoria Setúbal lépett pályára. A mérkőzés 1–1-es döntetlennel zárult. Másnap az Osasuna is pályára lépett a portugál csapat ellen, de az új stadion béli első mérkőzésükön 3–0-ra kikapott a pamplonai csapat.
Az új stadion ellenére a csapat nem tudott javulni, így a második ligából is kiestek, és ismét a Tercera Divisiónban szerepeltek.
A következő évek a második és a harmadik osztály közötti ingadozásról szóltak. 1970-ben elérkezett az Osasuna megalapításának 50. évfordulója. Ekkor a Segunda Divisiónban szerepelt az együttes. Az évfordulóra barátságos mérkőzéseket rendeztek az új stadionban, a Crvena Zvezda, az uruguayi Liverpool FC (Montevideo) és a Real Madrid részvételével.
Az 1971–1972-es szezon alatt érkezett az Osasunához a klub eddigi legsikeresebb elnöke, pénzügy és eredmények tekintetében is. Fermín Ezcurra 23 éven át irányította sikeresen a navarrai egyesületet.
1980. június 2-án játszották az aktuális szezon utolsó mérkőzését, mely ismét fontos a csapat történetében. Az Osasuna a Murcia ellen lépett pályára idegenben, ahol az 1–0-s pamplonai győzelem ismét a feljutást jelentette az egyesületnek. Ezzel a győzelemmel 14 éves siker-sorozat kezdődött a klub életében.
A mérkőzés nem csak ezért kiemelt az Osasuna történetében. 7.000 szurkoló vállalta a 700 kilométeres utat Murciába, hogy támogassák a szeretett csapatukat a feljutásért vívott harcban. A győztes mérkőzés után fieszta kezdődött Pamplona utcáin, ahol több ezer Osasuna szurkoló ünnepelte a csapat sikerét.
Az új korszak elején az Osasuna volt a Primera División meglepetéscsapata, Pepe Alzate irányításával. A csapat fizikai játékot képviselte és oroszlánbarlang lett a pamplonai Sadar stadionból. Az ellenfelek nehezen bírtak az agresszívan küzdő Osasunával, ezért is kapták az ellenfelektől az 'Indiánok' becenevet.
1982 júliusában új 82 000 négyzetméteres edzőközpontot épített az Osasuna, és megkezdte a működését a pamplonai labdarúgó-iskola azzal a céllal, hogy a későbbiekben helyi fiatalok szerepeljenek az Osasuna kezdőcsapatában.

### Először Európában
Pepe Alzate távozása után az addig szinte ismeretlen jugoszláv edző, Ivan Brzić került az Osasuna kispadjára.
A Sadar stadionban amíg olyan sztárok fordultak meg, mint Diego Maradona, addig az Osasuna szezonról szezonra azzal küzdött, hogy bent tudjon maradni az első osztályban. 1985-ben változás történt ilyen tekintetben, a csapat a hatodik helyen végzett a Primera División küzdelmeiben, s ezzel kvalifikálta magát az UEFA-Kupa következő évi küzdelmeibe.
Az Osasuna első európai kupamérkőzését az Ibrox Stadiumban játszotta a Rangers ellen. Az első idegenbeli mérkőzésen 1–0-s vereséget szenvedett a spanyol csapat, de a visszavágón a Sadar stadionban 2–0-s sikert arattak. Ennek az eredmények köszönhetően kiütötte a legendás skót egyesületet a pamplonai csapat.
Az UEFA-Kupa menetelés nem tartott sokáig az Osasunának. A következő körben a belga Waregemt kapták ellenfelüknek. Az idegenbeli 2–0-s vereség után az otthoni 2–1-es győzelem nem volt elég a spanyol továbbjutáshoz.

### Zabalza-időszak
A felemás sikerű évek után Brzić elhagyta a kieséstől alig megmenekülő klubot. A helyét Pedro Mari Zabalza vette át, aki a csapat történetének egyik legsikeresebb edzője lett.
A helyi edzővel sikeres időszak kezdődött a csapat életében. 1988-ban ötödik, 1989-ben tizedik, 1990-ben nyolcadik helyen végzett az egyesület a Primera Dividiónban.
Az 1990–1991-es szezon a csapat történelme során az egyik legemlékezetesebb. Az Osasuna a negyedik helyen végzett a bajnokságban, amely a klub létezése óta a legjobb helyezése. Ebben a szezonban egy nagy győzelmet aratott az Osasuna. A Santiago Bernabéu Stadionban 4–0-ra legyőzte a pamplonai kiscsapat a Real Madridot. A győzelemben nagy szerepet játszott a lengyel csatár, Jan Urban, aki mesterhármast lőtt a spanyol fővárosban. Ezzel a teljesítményével az Osasuna történetének egyik legjobban tisztelt játékosa lett.

### Ismét Európában és később a visszaesés
A '90-es évek első fele tekinthető az Osasuna történetének egyik legsikeresebb időszakának.
Az 1991-1992-es szezonban a pamplonai csapat az UEFA Kupában indult el, az előző szezon végién elért negyedik helyüknek köszönhetően. Az európai kupasorozatot nem kezdte jól az Osasuna. Az első mérkőzésen a bolgár Szlavija Szofija otthonában 1-0-s vereséget szenvedtek. A visszavágón ellenben sikerült győznie a baszk csapatnak 4-0-ra, ami a továbbjutásukat jelentette. A következő fordulóban a német Stuttgart várt a baszkokra. A Spanyolországban megrendezett első mérkőzésen gól nélküli döntetlen született, de az emlékezetes visszavágón 3-2-re sikerült idegenben nyernie az Osasunának. A sikernek köszönhetően már a legjobb 16 között tudhatták magukat a navarrai klub játékosai, ahol a holland AFC Ajax várt a spanyol kis csapatra. Az Osasuna mindkét mérkőzésen 1-0-s vereséget szenvedett a holland csapattal szemben. A két gólt Dennis Bergkamp szerezte. Az Ajax két hónap múlva megnyerte az UEFA-kupát.
1993-94-ben ismét egy sötétebb időszak jött el az Osasuna számára. A keret nagy átalakításon esett át és ennek is köszönhetően a csapat 14 évnyi folyamatos első osztályban való szereplés után ismét kiesett a második osztályba. Ez az akkori klubelnök, Fermín Ezcurra több, mint 20 éves uralmának végét is jelentette. A következő évek nehezek voltak a klub életében. 1997-ben közel állt a csapat a kieséshez, de a szezon végén 5 mérkőzést is sorozatban megnyert a helyi fiatalokkal felálló Osasuna, ezért nem búcsúzott a navarrai gárda a harmadik osztályba.

### Az új évezred
1998-ban Javier Miranda került az Osasuna elnöki posztjára, aki Miguel Ángel Lotinát nevezte ki a csapat edzőjének.
2000-ben Lotina feljuttatta a pamplonai csapatot az első osztályba. Az utolsó mérkőzésen a Recreativo Huelva elleni 2-1-es győzelemmel harcolták ki a feljutást a baszk klub játékosai.
2002-ben két évnyi első osztályú szereplés után a klub elnöke és az edző is távozott az Osasunától. Patxi Izco lett a klub új elnöke, aki a mexikói Javier Aguirrét nevezte ki a csapat vezetésére, aki a '80-as években játszott az Osasuna színeiben.
2004-2005-ös szezon rendkívül emlékezetes maradt az Osasuna híveinek. A Copa del Rey döntőjéig jutott a pamplonai csapat Aguirre vezetésével. A kupadöntőben a Real Betisszel mérkőzött meg az Osasuna a Vicente Calderón Stadionban, ahová 20 ezer ember kísérte el a játékosokat. A rendes játékidő 1-1-es döntetlenre végződött, az Osasuna gólját az ausztrál John Aloisi szerezte, így hosszabbítás következett. A Betis újabb gólt szerzett a hosszabbítás vége előtt 5 perccel, amire már nem tudott válaszolni a navarrai gárda, így történetének első kupadöntőjében alul maradt az ellenfelével szemben. A Betis bajnoki szereplésének köszönhetően a következő idényben az Osasuna ismét elindulhatott az UEFA Kupában.
A következő szezonban a nemzetközi kupaszereplés nem sikerült jól a pamplonai csapat számára, az első fordulóban búcsúzni kényszerült a sorozattól. A francia Stade Rennais búcsúztatta az Osasunát. A bajnokságban már sokkal jobban szerepelt a klub. Több fordulón is vezették a bajnokságot, végül a negyedik helyet sikerült megszereznie a navarrai kis csapatnak. Ezzel a teljesítménnyel kiharcolták a Bajnokok Ligájában való indulás jogát.
2006 nyarán az Osasunát sikerre vezető Javier Aguirre az Atlético Madridhoz igazolt, helyét a navarrai születésű José Ziganda vette át, de a sikerek még nem értek véget az edzőváltással.
A 2006-2007-es Bajnokok Ligája sorozattól hamar búcsúzott az Osasuna, a Hamburg már a selejtező forduló folyamán kiejtette a navarraiakat, de az UEFA-kupában még elindulhattak, ahol már nem vallottak szégyent. Olyan csapatokat vert ki a sorozatból a pamplonai kis csapat, mint a Parma, a Girondins Bordeaux, a Glasgow Rangers vagy a Bayer Leverkusen. Az Osasuna egészen az elődöntőig menetelt, ahol a szintén spanyol Sevilla búcsúztatta őket. A Sevilla a döntőben a szintén spanyol Espanyolt verve végül megnyerte a kupát.
A 2008-2009-es szezont rosszul kezdte az Osasuna, hat mérkőzésen két gólt szereztek a játékosok és egyetlen mérkőzést sem nyertek meg, ezért 2008. október 13-án José Zigandát menesztették és a helyére José Antonio Camachót nevezték ki.
A 2016-2017-es idényben a klub gyengén szerepelt, így kiestek az élvonalból. A 2018-2019-es szezonban sikerült kiharcolniuk a feljutást a másodosztályból.

## Játékoskeret
2019. augusztus 29. szerint
| #  |     | Poszt | Név                                        |
| -- | --- | ----- | ------------------------------------------ |
| 1  | ESP | K     | Sergio Herrera                             |
| 2  | ESP | V     | Nacho Vidal                                |
| 3  | ESP | V     | Raúl Navas (kölcsönben a Real Sociedadtól) |
| 4  | ESP | V     | Unai García                                |
| 5  | ESP | V     | David García                               |
| 6  | ESP | V     | Oier                                       |
| 7  | ESP | CS    | Marc Cardona                               |
| 8  | ESP | KP    | Fran Mérida                                |
| 9  | ARG | CS    | Chimy Ávila                                |
| 10 | ESP | KP    | Roberto Torres                             |
| 11 | ESP | CS    | Brandon                                    |
| 12 | ARG | V     | Facundo Roncaglia                          |
| 13 | ESP | K     | Rubén Martínez                             |
| 14 | ESP | KP    | Rubén García                               |

| #  |     | Poszt | Név                                        |
| -- | --- | ----- | ------------------------------------------ |
| 16 | ESP | V     | Lillo                                      |
| 17 | ESP | KP    | Rober                                      |
| 18 | ESP | CS    | Juan Villar                                |
| 19 | ESP | KP    | Kike Barja                                 |
| 20 | SRB | KP    | Darko Brašanac                             |
| 21 | ESP | KP    | Iñigo Pérez                                |
| 22 | ESP | CS    | Adrián                                     |
| 23 | ESP | V     | Aridane                                    |
| 26 | ESP | K     | Juan Pérez                                 |
| 27 | ESP | KP    | Jon Moncayola                              |
| 28 | ESP | KP    | Luis Perea                                 |
| 29 | ESP | V     | Endika Irigoien                            |
| 30 | ECU | V     | Pervis Estupiñán (kölcsönben a Watfordtól) |

### Kölcsönben
| # |     | Poszt | Név                                |
| - | --- | ----- | ---------------------------------- |
| — | ESP | KP    | Jaume Grau (kölcsönben a Lugo-nál) |

| # |     | Poszt | Név                                        |
| - | --- | ----- | ------------------------------------------ |
| — | ESP | KP    | Antonio Otegui (kölcsönben a Numancia-nál) |

## Kapcsolódó linkek
www.osasuna.es - A CA Osasuna hivatalos honlapja.